# 1903年
1903年（1903 ねん）は、西暦（グレゴリオ暦）による、木曜日から始まる平年。明治36年。

## 他の紀年法
- 干支：癸卯
- 日本（月日は一致）
  - 明治36年
  - 皇紀2563年
- 清：光緖28年12月3日 - 光緖29年11月13日
- 朝鮮（月日は一致）
  - 大韓帝国・光武7年
  - 檀紀4236年
- 阮朝（ベトナム）
  - 成泰14年12月3日 - 成泰15年11月13日
- 仏滅紀元：2445年10月3日 - 2446年10月13日
- ヒジュラ暦（イスラム暦）: 1320年10月1日 - 1321年10月11日
- ユダヤ暦 : 5663年4月2日 - 5664年4月23日
- 修正ユリウス日(MJD)：16115 - 16479
- リリウス日(LD)：116956 - 117320

※檀紀は、大韓民国で1948年に法的根拠を与えられたが、1962年からは公式な場では使用されていない。

## カレンダー
| 1月 |    |    |    |    |    |    |
| 日  | 月 | 火 | 水 | 木 | 金 | 土 |
|     |    |    |    | 1  | 2  | 3  |
| 4   | 5  | 6  | 7  | 8  | 9  | 10 |
| 11  | 12 | 13 | 14 | 15 | 16 | 17 |
| 18  | 19 | 20 | 21 | 22 | 23 | 24 |
| 25  | 26 | 27 | 28 | 29 | 30 | 31 |
|     |    |    |    |    |    |    |

| 2月 |    |    |    |    |    |    |
| 日  | 月 | 火 | 水 | 木 | 金 | 土 |
| 1   | 2  | 3  | 4  | 5  | 6  | 7  |
| 8   | 9  | 10 | 11 | 12 | 13 | 14 |
| 15  | 16 | 17 | 18 | 19 | 20 | 21 |
| 22  | 23 | 24 | 25 | 26 | 27 | 28 |
|     |    |    |    |    |    |    |

| 3月 |    |    |    |    |    |    |
| 日  | 月 | 火 | 水 | 木 | 金 | 土 |
| 1   | 2  | 3  | 4  | 5  | 6  | 7  |
| 8   | 9  | 10 | 11 | 12 | 13 | 14 |
| 15  | 16 | 17 | 18 | 19 | 20 | 21 |
| 22  | 23 | 24 | 25 | 26 | 27 | 28 |
| 29  | 30 | 31 |    |    |    |    |
|     |    |    |    |    |    |    |

| 4月 |    |    |    |    |    |    |
| 日  | 月 | 火 | 水 | 木 | 金 | 土 |
|     |    |    | 1  | 2  | 3  | 4  |
| 5   | 6  | 7  | 8  | 9  | 10 | 11 |
| 12  | 13 | 14 | 15 | 16 | 17 | 18 |
| 19  | 20 | 21 | 22 | 23 | 24 | 25 |
| 26  | 27 | 28 | 29 | 30 |    |    |
|     |    |    |    |    |    |    |

| 5月 |    |    |    |    |    |    |
| 日  | 月 | 火 | 水 | 木 | 金 | 土 |
|     |    |    |    |    | 1  | 2  |
| 3   | 4  | 5  | 6  | 7  | 8  | 9  |
| 10  | 11 | 12 | 13 | 14 | 15 | 16 |
| 17  | 18 | 19 | 20 | 21 | 22 | 23 |
| 24  | 25 | 26 | 27 | 28 | 29 | 30 |
| 31  |    |    |    |    |    |    |
|     |    |    |    |    |    |    |

| 6月 |    |    |    |    |    |    |
| 日  | 月 | 火 | 水 | 木 | 金 | 土 |
|     | 1  | 2  | 3  | 4  | 5  | 6  |
| 7   | 8  | 9  | 10 | 11 | 12 | 13 |
| 14  | 15 | 16 | 17 | 18 | 19 | 20 |
| 21  | 22 | 23 | 24 | 25 | 26 | 27 |
| 28  | 29 | 30 |    |    |    |    |
|     |    |    |    |    |    |    |

| 7月 |    |    |    |    |    |    |
| 日  | 月 | 火 | 水 | 木 | 金 | 土 |
|     |    |    | 1  | 2  | 3  | 4  |
| 5   | 6  | 7  | 8  | 9  | 10 | 11 |
| 12  | 13 | 14 | 15 | 16 | 17 | 18 |
| 19  | 20 | 21 | 22 | 23 | 24 | 25 |
| 26  | 27 | 28 | 29 | 30 | 31 |    |
|     |    |    |    |    |    |    |

| 8月 |    |    |    |    |    |    |
| 日  | 月 | 火 | 水 | 木 | 金 | 土 |
|     |    |    |    |    |    | 1  |
| 2   | 3  | 4  | 5  | 6  | 7  | 8  |
| 9   | 10 | 11 | 12 | 13 | 14 | 15 |
| 16  | 17 | 18 | 19 | 20 | 21 | 22 |
| 23  | 24 | 25 | 26 | 27 | 28 | 29 |
| 30  | 31 |    |    |    |    |    |
|     |    |    |    |    |    |    |

| 9月 |    |    |    |    |    |    |
| 日  | 月 | 火 | 水 | 木 | 金 | 土 |
|     |    | 1  | 2  | 3  | 4  | 5  |
| 6   | 7  | 8  | 9  | 10 | 11 | 12 |
| 13  | 14 | 15 | 16 | 17 | 18 | 19 |
| 20  | 21 | 22 | 23 | 24 | 25 | 26 |
| 27  | 28 | 29 | 30 |    |    |    |
|     |    |    |    |    |    |    |

| 10月 |    |    |    |    |    |    |
| 日   | 月 | 火 | 水 | 木 | 金 | 土 |
|      |    |    |    | 1  | 2  | 3  |
| 4    | 5  | 6  | 7  | 8  | 9  | 10 |
| 11   | 12 | 13 | 14 | 15 | 16 | 17 |
| 18   | 19 | 20 | 21 | 22 | 23 | 24 |
| 25   | 26 | 27 | 28 | 29 | 30 | 31 |
|      |    |    |    |    |    |    |

| 11月 |    |    |    |    |    |    |
| 日   | 月 | 火 | 水 | 木 | 金 | 土 |
| 1    | 2  | 3  | 4  | 5  | 6  | 7  |
| 8    | 9  | 10 | 11 | 12 | 13 | 14 |
| 15   | 16 | 17 | 18 | 19 | 20 | 21 |
| 22   | 23 | 24 | 25 | 26 | 27 | 28 |
| 29   | 30 |    |    |    |    |    |
|      |    |    |    |    |    |    |

| 12月 |    |    |    |    |    |    |
| 日   | 月 | 火 | 水 | 木 | 金 | 土 |
|      |    | 1  | 2  | 3  | 4  | 5  |
| 6    | 7  | 8  | 9  | 10 | 11 | 12 |
| 13   | 14 | 15 | 16 | 17 | 18 | 19 |
| 20   | 21 | 22 | 23 | 24 | 25 | 26 |
| 27   | 28 | 29 | 30 | 31 |    |    |
|      |    |    |    |    |    |    |

## できごと

### 1月
- 1月1日 - 英国王エドワード7世がインド皇帝に即位
- 1月14日 - 大谷光瑞率いる大谷探検隊がインドビハール州ラージギル郊外で釈迦の住んだ霊鷲山を発見。
- 1月23日-夏目漱石が、文部省留学生としての英国留学から帰国。

### 2月
- 2月1日 - 中央本線笹子トンネル開通
- 2月3日 - アメリア・サックとアニー・ウォルターズが絞首刑に科される

### 3月
- 3月1日
  - 第8回衆議院議員総選挙
  - 大阪天王寺公園で第5回内国勧業博覧会開催（ - 7月31日）
- 3月18日 - 宇高連絡船運航開始
- オスマン帝国がドイツ帝国とバグダード鉄道敷設権の本協定を結ぶ。

### 4月
- 4月1日
  - 出雲日御碕灯台初点燈
  - 日本鉄道豊島線（池袋 - 田端間）開通（現山手線）
- 4月13日 - 日本で小学校令が改正され国定教科書制度が取り入れられる。
- 4月18日 - 逗子開成中学校・高等学校が開校
- 4月25日～26日 - アトレティコ・マドリードの前身となるアスレティック・クルブ・デ・マドリードが創設される。

### 5月
- 5月1日 - 4日 - イギリス国王エドワード7世がパリ公式訪問。これを機に英仏関係緊密化。
- 5月8日 - 第18特別議会召集。
- 5月22日 - 第一高等学校生徒・藤村操が華厳滝で自殺。社会に大きな影響を与える。
- 高木貞治、論文「有理虚数体におけるアーベル数体について」（「東京帝国大学紀要　理科」）。
- オットー・ヴァイニンガー「性と性格」。女性蔑視の理論を主張。死後、高く評価された。

### 6月
- 6月1日 - 日比谷公園が開園する。
- 6月10日 - セルビアで国王アレクサンダル1世・オブレノヴィチと王妃ドラガがクーデターにより暗殺される。
- 6月10日 - 同日付で七博士意見書が時の大日本帝国首相・桂太郎や外務大臣・小村寿太郎等に提出される。
- 6月16日 - 米国でフォード・モーターが設立される。

### 7月
- 7月1日 - 第1回大会ツール・ド・フランス開催（ - 7月19日）
- 7月14日 - 西園寺公望が立憲政友会総裁に就任
- ロシアが東清鉄道を全線開通させる。

### 8月
- 8月4日 - ピウス10世がローマ教皇に就任
- 8月10日 - パリメトロ火災発生、84名が犠牲となる。

### 9月
- 9月12日 - 日本初の市電である大阪市の大阪市電が開業。
- 9月20日 - 京都市で二井商会が日本初の営業バスを開業（バスの日）

### 10月
- 10月1日 - 浅草に電気館設立（日本初の映画常設館）
- 10月4日 - 未明にウィーンの黒いスペイン館で、オットー・ヴァイニンガーが23歳でピストル自殺。遺作「性と性格」がベストセラーになる。
- 10月6日 - 小村寿太郎らによって日露交渉が開始される。
- 10月13日 - 現行メジャーリーグの第一回ワールドシリーズで、ボストン・アメリカンズ（のちレッドソックス）が優勝。

### 11月
- 11月3日 - パナマ共和国が米国の援助により、コロンビアから分離独立する。
- 11月15日 - 幸徳秋水らが平民社を設立。「平民新聞」を創刊。
- 11月17日 - ロシア社会民主労働党がボリシェビキとメンシェビキに分裂
- 11月18日 - パナマ運河条約調印（米国がパナマ運河地帯の永久租借権を獲得）
- 11月21日 - 第1回早慶戦

### 12月
- 12月5日 - 第19議会召集
- 12月17日 - ライト兄弟が人類初の動力飛行に成功

### 日付不詳
- マラン・メルセンヌが素数だと予想した 267 - 1 が素因数分解できることをフランク・ネルソン・コールが示す。

## 誕生

### 1月
- 1月2日 - 田中カ子、スーパーセンテナリアン・世界最高齢者だった人物（+ 2022年）
- 1月4日 - 古井喜実、厚生大臣・法務大臣（+ 1995年）
- 1月5日 - 田宮博、理学博士・微生物学者（+ 1984年）
- 1月6日 - モーリス・アブラヴァネル、指揮者（+ 1993年）
- 1月7日 - 森茉莉、小説家・エッセイスト（+ 1987年）
- 1月7日 - カルロス・ディサルリ、ピアニスト（+ 1960年）
- 1月8日 - 大石義雄、法学者（+ 1991年）
- 1月9日 - 藤田信男、野球選手（+ 1991年）
- 1月10日 - 磯村英一、都市社会学者（+ 1997年）
- 1月12日 - 岩橋英遠、日本画家（+ 1999年）
- 1月12日 - 加瀬俊一、国連大使（+ 2004年）
- 1月13日 - 増原恵吉、初代警察予備隊本部長官・香川県知事・（+ 1985年）
- 1月14日 - 佐々元十、映画監督（+ 1959年）
- 1月15日 - 牧田與一郎、三菱重工業社長・三菱自動車工業設立者（+ 1971年）
- 1月17日 - 綿谷雪、作家・時代考証家・武道史研究家（+ 1983年）
- 1月19日 - エルヴィン・ニレジハジ、ピアニスト・作曲家（+ 1987年）
- 1月19日 - ボリス・ブラッハー、作曲家（+ 1975年）
- 1月23日 - イヴァン・ガラミアン、ヴァイオリニスト（+ 1981年）
- 1月25日 - 金子文子、アナキスト（+ 1926年）
- 1月26日 - 三上章、言語学者（+ 1971年）
- 1月27日 - ジョン・C・エックルス、生理学者・ノーベル生理学・医学賞受賞者（+ 1997年）
- 1月28日 - 西堀栄三郎、無機化学者・技術者・登山家（+ 1989年）
- 1月29日 - 武藤清、構造家（+ 1989年）
- 1月30日 - 近藤真柄、社会主義者・婦人運動家・フェミニスト（+ 1983年）
- 1月30日 - ジョージ・イヴリン・ハッチンソン、動物学者（+ 1991年）

### 2月
- 2月4日 - アレクサンダー・イミック、超心理学研究者・男性世界最長寿（+ 2014年）
- 2月4日 - 武原はん、日本舞踊家（+ 1998年）
- 2月5日 - 百井盛、世界最高齢の男性（+ 2015年）
- 2月5日 - 松平康東、外交官（+ 1994年）[1]
- 2月6日 - クラウディオ・アラウ、ピアニスト（+ 1991年）
- 2月8日 - トゥンク・アブドゥル・ラーマン、初代マレーシア首相（+ 1990年）
- 2月10日 - マティアス・シンデラー、サッカー選手（+ 1939年）
- 2月10日 - 宮城与徳、洋画家・社会運動家（+ 1943年）
- 2月10日 - 吉田富三、病理学者（+ 1973年）
- 2月12日 - チック・ヘイフィー、メジャーリーガー（+ 1973年）
- 2月13日 - ジョルジュ・シムノン、小説家・推理作家（+ 1989年）
- 2月13日 - ゲオールギイ・ベリーエフ、ベリエフ創設者（+ 1979年）
- 2月15日 - 蜂須賀正氏、貴族・貴族院議員・探検家・鳥類学者・操縦士（+ 1953年）
- 2月15日 - 平山嵩、建築家（+ 1986年）
- 2月17日 - 和田博雄、農林大臣（+ 1967年）
- 2月18日 - 岡田時彦、俳優（+ 1934年）
- 2月19日 - 筒井嘉隆、動物学者・理学博士（+ 1989年）
- 2月21日 - 中島健蔵、フランス文学者・文芸評論家（+ 1979年）
- 2月21日 - レーモン・クノー、詩人・小説家（+ 1976年）
- 2月21日 - トム・ヨーキー、メジャーリーグ球団オーナー（+ 1976年）
- 2月22日 - フランク・ラムゼイ、数学者（+ 1930年）
- 2月25日 - 窪川鶴次郎、文芸評論家（+ 1974年）
- 2月25日 - 吉武恵市、富山県知事・労働大臣・厚生大臣・自治大臣（+ 1988年）
- 2月26日 - ジュリオ・ナッタ、化学者・ノーベル化学賞受賞者（+ 1979年）
- 2月28日 - ヴィンセント・ミネリ、映画監督（+ 1986年）

### 3月
- 3月5日 - 奥村綱雄、野村證券会長・ボーイスカウト日本連盟理事長（+ 1972年）
- 3月6日 - 香淳皇后、皇后（+ 2000年）
- 3月7日 - マリー・イルズ、操縦士（+ 1946年）
- 3月7日 - 岩谷直治、岩谷産業創業者（+ 2005年）
- 3月11日 - 深田久弥、作家（+ 1971年）
- 3月11日 - 飛沢栄三、高校野球指導者（+ 1967年）
- 3月13日 - 小出保太郎、男性世界最高齢（+ 2016年）
- 3月14日 - オットー・フリードリッヒ・ボルノウ、教育哲学者（+ 1991年）
- 3月16日 - ニコライ・ロパトニコフ、作曲家（+ 1976年）
- 3月18日 - ガレアッツォ・チャーノ、政治家（+ 1944年）
- 3月19日 - 関之、検事・弁護士（+ 2001年）
- 3月20日 - ビンセント・リチャーズ、テニス選手（+ 1959年）
- 3月20日 - 松本染升、俳優（+ 1985年）
- 3月24日 - アドルフ・ブーテナント、生化学者・ノーベル化学賞受賞者（+ 1995年）
- 3月25日 - 佐伯勇、近畿日本鉄道会長・大阪近鉄バファローズオーナー（+ 1989年）
- 3月26日 - 井森陸平、社会学者（+ 1982年）
- 3月27日 - 小林勇、編集者、随筆家、画家（+ 1981年）
- 3月27日 - 青柳信雄、映画監督（+ 1976年）
- 3月28日 - 清水宏、映画監督（+ 1966年）
- 3月28日 - ルドルフ・ゼルキン、ピアニスト（+ 1991年）
- 3月30日 - 片岡千恵蔵、俳優（+ 1983年）
- 3月30日 - 武彦王妃佐紀子女王、皇族（+ 1923年）
- 3月 - 松山義雄、衆議院議員（+ 1958年）

### 4月
- 4月1日 - 石原幹市郎、初代自治大臣・国家公安委員会委員長・福島県知事（+ 1989年）
- 4月1日 - 村山リウ、評論家（+ 1994年）
- 4月1日 - 横田稔、軍人（+ 没年不明）
- 4月2日 - 羽仁説子、教育評論家（+ 1987年）
- 4月3日 - 古池信三、郵政大臣・官僚・KDDI会長（+ 1983年）
- 4月3日 - リリー・クラウス、ピアニスト（+ 1986年）
- 4月6日 - ミッキー・カクレーン、メジャーリーガー（+ 1962年）
- 4月8日 - マーシャル・ストーン、数学者（+ 1989年）
- 4月11日 - 金子みすゞ、詩人（+ 1930年）
- 4月12日 - ヤン・ティンバーゲン、経済学者・ノーベル経済学賞受賞者（+ 1994年）
- 4月15日 - 関牧翁、臨済宗の僧侶、天竜寺派管長（+ 1991年）
- 4月17日 - グレゴール・ピアティゴルスキー、チェリスト（+ 1976年）
- 4月18日 - 芝不器男、俳人（+ 1930年）
- 4月18日 - 三岸好太郎、洋画家（+ 1934年）
- 4月18日 - リリー・ショルツ、オーストリア出身のフィギュアスケート選手。（+ 没年不明）
- 4月19日 - エリオット・ネス、酒類取締局　映画『アンタッチャブル』のモデル（+ 1957年）
- 4月22日 - ダフネ・アクハースト、テニス選手（+ 1933年）
- 4月22日 - 璽光尊、璽宇教祖（+ 1984年）
- 4月23日 - カール・ラーレンツ、法学者（+ 1993年）
- 4月25日 - アンドレイ・コルモゴロフ、数学者（+ 1987年）
- 4月26日 - ニーヴン・ブッシュ、小説家・映画脚本家（+ 1991年）
- 4月28日 - 羽田武嗣郎、衆議院議員（+ 1979年）
- 4月29日 - 北野重雄、官僚・群馬県知事（+ 1990年）
- 4月30日 - 川喜多長政、映画制作者（+ 1981年）

### 5月
- 5月1日 - 鹿地亘、小説家（+ 1982年）
- 5月2日 - ベンジャミン・スポック、医師（+ 1998年）
- 5月3日 - ビング・クロスビー、歌手・俳優（+ 1977年）
- 5月5日 - 丸岡秀子、社会評論家（+ 1990年）
- 5月8日 - 松本喜太郎、軍人（+ 1983年）
- 5月8日 - 相良守次、心理学者（+ 1986年）
- 5月10日 - ハンス・ヨナス、哲学者（+ 1993年）
- 5月11日 - チャーリー・ゲリンジャー、メジャーリーガー（+ 1993年）
- 5月12日 - 草野心平、詩人（+ 1988年）
- 5月12日 - レノックス・バークリー、作曲家（+ 1989年）
- 5月15日 - 奥田良三、官僚・奈良県知事・群馬県知事（+ 1988年）
- 5月15日 - マリア・ライヘ、数学者・考古学者（+ 1998年）
- 5月20日 - 石田和外、最高裁判所長官・一刀正伝無刀流剣術宗家・宝蔵院流槍術宗家（+ 1979年）
- 5月20日 - 福井勇、国会議員（+ 2006年）
- 5月23日 - サトウハチロー、詩人・童謡作詞家（+ 1973年）
- 5月24日 - アラム・ハチャトゥリアン、作曲家・指揮者（+ 1978年）
- 5月26日 - 春日部たすく、水彩画家（+ 1985年）
- 5月28日 - ワルター・ゲール、作曲家・指揮者（+ 1960年）
- 5月29日 - ボブ・ホープ、コメディアン（+ 2003年）
- 5月30日 - 林房雄、小説家・文芸評論家（+ 1975年）

### 6月
- 6月1日 - パーシー・ウィットロック、オルガニスト・作曲家（+ 1946年）
- 6月2日 - マリオ・ピラティ、作曲家（+ 1938年）
- 6月4日 - エフゲニー・ムラヴィンスキー、指揮者（+ 1988年）
- 6月6日 - アラム・ハチャトゥリアン、作曲家・指揮者（+ 1978年）
- 6月6日 - 清水文雄、国文学者（+ 1998年）
- 6月8日 - 知里幸恵、詩人（+ 1922年）
- 6月12日 - 奥田良三、歌手（+ 1993年）
- 6月14日 - アロンゾ・チャーチ、論理学者・数学者（+ 1995年）
- 6月15日 - 奈良岡正夫、洋画家（+ 2004年）
- 6月18日 - 田中彰治、衆議院議員（+ 1975年）
- 6月18日 - レーモン・ラディゲ、小説家・詩人（+ 1923年）
- 6月19日 - ルー・ゲーリッグ、野球選手（+ 1941年）
- 6月20日 - レオ・ブルース、推理作家（+ 1979年）
- 6月21日 - アルフ・シェーベルイ、映画監督・脚本家（+ 1980年）
- 6月21日 - ルイス・クラスナー、ヴァイオリニスト（+ 1995年）
- 6月22日 - カール・ハッベル、野球選手（+ 1988年）
- 6月22日 - 原弘、グラフィックデザイナー（+ 1986年）
- 6月22日 - 堀越二郎[2]、技術者（+ 1982年）
- 6月22日 - 山本周五郎、小説家（+ 1967年）
- 6月25日 - ジョージ・オーウェル、作家（+ 1950年）
- 6月26日 - 阿部知二、小説家・イギリス文学者（+ 1973年）
- 6月30日 - 石田英一郎、文化人類学者・民族学者（+ 1968年）

### 7月
- 7月1日 - 江口夜詩、作曲家（+ 1978年）
- 7月1日 - エミー・ジョンソン、操縦士（+ 1941年）
- 7月2日 - オーラヴ5世、ノルウェー国王（+ 1991年）
- 7月2日 - アレック・ダグラス＝ヒューム、イギリス首相（+ 1995年）
- 7月2日 - 三角寛、作家（+ 1971年）
- 7月8日 - 杉狂児、俳優・歌手（+ 1975年）
- 7月8日 - ラルフ・ヤーボロー、政治家（+ 1996年）
- 7月10日 - ジョン・ウィンダム、小説家・SF作家（+ 1969年）
- 7月10日 - ヴェルナー・ベスト、ナチス・ドイツデンマーク総督（+ 1989年）
- 7月11日 - ルドルフ・アベル、スパイ（+ 1971年）
- 7月17日 - 竹山道雄、評論家・ドイツ文学者・小説家（+ 1984年）
- 7月17日 - 水島あやめ、脚本家・児童文学作家（+ 1990年）
- 7月17日 - 江戸英雄、三井不動産、三井ホーム、三井不動産建設会長（+ 1997年）
- 7月19日 - 荒垣秀雄、評論家（+ 1989年）
- 7月20日 - 賀緑汀、作曲家・音楽評論家・教育家（+ 1999年）
- 7月20日 - 前嶋信次、イスラム史研究家・歴史家（+ 1983年）
- 7月25日 - 小磯良平、洋画家（+ 1988年）
- 7月26日 - エステス・キーフォーヴァー、政治家（+ 1963年）
- 7月27日 - 徳山璉、バリトン歌手・流行歌手（+ 1942年）
- 7月27日 - 小野十三郎、詩人（+ 1996年）

### 8月
- 8月2日 - 中野好夫、イギリス文学者・評論家（+ 1985年）
- 8月7日 - 奥村勝蔵、外務事務次官（+ 1975年）
- 8月7日 - 諸井三郎、作曲家（+ 1977年）
- 8月7日 - ラルフ・バンチ、政治学者・外交官（+ 1971年）
- 8月13日 - 古川緑波、編集者・エッセイスト・コメディアン（+ 1961年）
- 8月17日 - ジョルジュ・セバスティアン、指揮者（+ 1989年）
- 8月22日 - 歌川八重子、女優（+ 1943年）
- 8月22日 - 安里積千代、衆議院議員（+ 1986年）
- 8月22日 - フランシス・バーチ、地球科学者（+ 1992年）
- 8月23日 - 久保田円次、防衛庁長官（+ 1998年）
- 8月28日 - ルドルフ・ヴァーグナー＝レゲニー、作曲家（+ 1969年）
- 8月28日 - ブルーノ・ベッテルハイム、精神医学者（+ 1990年）
- 8月31日 - ウラジミール・ジャンケレヴィッチ、哲学者（+ 1985年）

### 9月
- 9月1日 - 後藤はつの、画家・スーパーセンテナリアン（+ 2017年）
- 9月3日 - 長谷川保、福祉事業者・教育者・政治家（+ 1994年）
- 9月4日 - 木村荘十二、映画監督（+ 1988年）
- 9月4日 - 西岡常一、宮大工（+ 1995年）
- 9月5日 - 棟方志功、板画家（+ 1975年）
- 9月7日 - 島木健作、小説家（+ 1945年）
- 9月9日 - フィリス・A・ホイットニー、推理作家（+ 2008年）
- 9月10日 - 野田卯一、建設大臣（+ 1997年）
- 9月11日 - テオドール・アドルノ、哲学者・社会学者・音楽評論家・作曲家（+ 1969年）
- 9月11日 - 山之口貘、詩人（+ 1963年）
- 9月12日 - 梅根悟、教育学者（+ 1980年）
- 9月13日 - クローデット・コルベール、俳優（+ 1996年）
- 9月15日 - 小杉義男、俳優（+ 1968年）
- 9月15日 - イスラエル・クリスタル、世界男性最高齢者、1903年生まれ最後の男性、ホロコースト生還者（+ 2017年）
- 9月17日 - 男女ノ川登三、大相撲力士（+ 1971年）
- 9月21日 - 正田英三郎、日清製粉グループ本社会長（+ 1999年）
- 9月21日 - 石垣綾子、評論家・社会運動家（+ 1996年）
- 9月25日 - マーク・ロスコ、画家（+ 1970年）
- 9月27日 - 大槻文平、実業家、第5代日経連会長（+ 1992年）
- 9月28日 - 加藤建夫、軍人（+ 1942年）

### 10月
- 10月1日 - 鶴田義行、水泳選手・アムステルダム、ロサンゼルス金メダリスト（+ 1986年）
- 10月1日 - 長谷川才次、時事通信社初代代表取締役（+ 1978年）
- 10月1日 - ヴラジーミル・ホロヴィッツ、ピアニスト（+ 1989年）
- 10月3日 - 村中孝次、軍人・国家社会主義者（+ 1937年）
- 10月4日 - 池田潔、イギリス文学者・評論家・随筆家（+ 1990年）
- 10月4日 - エルンスト・カルテンブルナー、法律家（+ 1946年）
- 10月5日 - 北畠八穂、作家・児童文学者・詩人（+ 1982年）
- 10月6日 - アーネスト・ウォルトン、物理学者・ノーベル物理学賞受賞者（+ 1995年）
- 10月9日 - 飯田深雪、料理研究家、アートフラワーの創始者（+ 2007年）
- 10月10日 - ヴァーノン・デューク、作曲家・詩人（+ 1969年）
- 10月10日 - 石山健二郎、俳優（+ 1976年）
- 10月12日 - 高木恭造、詩人・医師（+ 1987年）
- 10月12日 - 中岡艮一、日本国有鉄道職員（+ 1980年）
- 10月15日 - 水上達三、三井物産会長（+ 1989年）
- 10月16日 - ハミルトン・ラスク、映画監督（+ 1968年）
- 10月17日 - アンドレイ・グレチコ、政治家・軍人（+ 1976年）
- 10月17日 - 立野信之、小説家（+ 1971年）
- 10月18日 - アルブレヒト・フォン・ウラッハ、画家・作家・ジャーナリスト・言語学者・外交官（+ 1969年）
- 10月19日 - ヴィットリオ・ジャンニーニ、作曲家（+ 1966年）
- 10月20日 - 芥田武夫、野球選手・野球監督・野球解説者（+ 1987年）
- 10月21日 - 梅村蓉子、女優（+ 1944年）
- 10月24日 - ペリアン、建築家・デザイナー（+ 1999年）
- 10月27日 - 野中四郎、陸軍軍人・二・二六事件の首謀者の一人 (+ 1936年)
- 10月28日 - イーヴリン・ウォー、小説家（+ 1966年）
- 10月28日 - アバ・ラーナー、経済学者（+ 1982年）
- 10月31日 - ジョーン・ロビンソン、経済学者（+ 1983年）

### 11月
- 11月1日 - 天竜三郎、大相撲力士（+ 1989年）
- 11月1日 - ジャン・タルデュー、詩人・劇作家（+ 1995年）
- 11月2日 - トラビス・ジャクソン、メジャーリーガー（+ 1987年）
- 11月3日 - 毛利菊枝、俳優（+ 2001年）
- 11月3日 - ウォーカー・エバンス、写真家（+ 1975年）
- 11月6日 - 今日出海、作家・評論家（+ 1984年）
- 11月7日 - コンラート・ローレンツ、動物行動学者・ノーベル生理学・医学賞受賞者（+ 1989年）
- 11月9日 - 吉田秀雄、実業家、電通社長（+ 1963年）
- 11月11日 - 永田一脩、画家・写真家・グラフィックデザイナー（+ 1988年）
- 11月13日 - 竹内良一、俳優（+ 1959年）
- 11月15日 - 神西清、翻訳家（+ 1957年）
- 11月18日 - 岩崎昶、映画評論家（+ 1981年）
- 11月20日 - アレクサンドラ・ダニロワ、バレエダンサー（+ 1997年）
- 11月23日 - オレクサンドル・イーウチェンコ、技術者（+ 1968年）
- 11月23日 - コルネリア・ボウマン、テニス選手（+ 1998年）
- 11月24日 - 邦創典、俳優（+ 1982年）
- 11月25日 - 平田郷陽、衣装人形作者（+ 1981年）
- 11月26日 - 北村兼子、ジャーナリスト（+ 1931年）
- 11月27日 - ラルス・オンサーガー、物理学者・ノーベル化学賞受賞者（+ 1976年）
- 11月29日 - 手塚富雄、ドイツ文学者（+ 1983年）

### 12月
- 12月1日 - 小林多喜二、作家・小説家（+ 1933年）
- 12月2日 - 冲永荘兵衛、教育者（+ 1981年）
- 12月4日 - ウィリアム・アイリッシュ、推理作家（+ 1968年）
- 12月5日 - 曽祢益、官僚・政治家（+ 1980年）
- 12月5日 - セシル・パウエル、物理学者・ノーベル物理学賞受賞者（+ 1969年）
- 12月6日 - ミコラ・コレッサ、作曲家・指揮者（+ 2006年）
- 12月6日 - トニー・ラゼリ、メジャーリーガー（+ 1946年）
- 12月7日 - 瀧口修造、美術評論家・詩人（+ 1979年）
- 12月8日 - 嵐寛寿郎、俳優（+ 1980年）
- 12月8日 - セーケイ・ゾルターン、ヴァイオリニスト・作曲家（+ 2001年）
- 12月9日 - 宇佐美毅、宮内庁長官（+ 1991年）
- 12月12日 - 小津安二郎、映画監督（+ 1963年）
- 12月15日 - 片岡仁左衛門、歌舞伎役者（+ 1994年）
- 12月15日 - 玉錦三右エ門、大相撲力士（+ 1938年）
- 12月15日 - 安井仲治、写真家（+ 1942年）
- 12月16日 - 島上善五郎、労働運動家・衆議院議員（+ 2001年）
- 12月17日 - アースキン・コールドウェル、小説家（+ 1987年）
- 12月19日 - ジョージ・スネル、生理学者・ノーベル生理学・医学賞受賞者（+ 1996年）
- 12月25日 - 神田博、厚生大臣（+ 1977年）
- 12月26日 - 田中和夫、法学者（+ 1998年）
- 12月27日 - レッド・レヴィン、殺し屋（+ 1972年）1902年生まれの可能性もある
- 12月28日 - ジョン・フォン・ノイマン、数学者（+ 1957年）
- 12月30日 - 天知俊一、プロ野球監督（+ 1976年）
- 12月31日 - 林芙美子、小説家（+ 1951年）
- 12月31日 - ナタン・ミルシテイン、ヴァイオリニスト（+ 1992年）
- 12月 - 澤井健一、武道家・太気拳（+ 1988年）

### 日付不詳
- 日付不詳 - 道端良秀、浄土真宗の僧、仏教学者。（+ 没年不明）
- 日付不詳 - 一木万寿三、洋画家（+ 1981年[3]）
- 日付不詳 - 渡邉佐平、経済学者・法政大学総長（+ 1983年）
- 日付不詳 - 沖田芳夫、円盤投、ハンマー投選手・指導者（+ 2001年）
- 日付不詳 - 桂右之助、落語家（+ 1971年）
- 日付不詳 - 金井幸佐久、歴史家（+ 没年不明）
- 日付不詳 - 齊藤金作、法学者（+ 1969年）
- 日付不詳 - 東海林稔、衆議院議員（+ 1967年）
- 日付不詳 - スペアミント、競走馬（+ 1924年）
- 日付不詳 - 西内雅、歴史家・右翼思想家（+ 1993年）
- 日付不詳 - 畑良一、野崎産業会長（+ 1969年）
- 日付不詳 - ハナヤ勘兵衛、写真家（+ 1991年）
- 日付不詳 - 傅鍾文、上海永年太極拳社創始者（+ 1994年）
- 日付不詳 - 藤野天光、彫刻家（+ 1974年）

## 死去

### 1月
- 1月4日 - トプシー (象)、（* 1875年）
- 1月11日 - 奥村左近太、剣術家・奥村二刀流創始者（* 1842年）
- 1月22日 - 立川主税、新選組隊士（* 1840年）
- 1月28日 - オーギュスタ・オルメス、作曲家（* 1847年）

### 2月
- 2月1日 - ジョージ・ガブリエル・ストークス、数学者・物理学者（* 1819年）
- 2月4日 - 成瀬正肥、犬山藩主（* 1836年）
- 2月7日 - ジェームズ・グレーシャー、気象学者（* 1809年）
- 2月12日 - 市来四郎、薩摩藩士、歴史学者 (* 1828年)
- 2月13日 - 高橋泥舟、幕臣（* 1835年）
- 2月18日 - 尾上菊五郎、歌舞伎役者（* 1844年）
- 2月22日 - フーゴー・ヴォルフ、作曲家（* 1860年）
- 2月23日 - フリードリヒ・グリュッツマッハー、チェリスト（* 1832年）
- 2月26日 - 小松宮彰仁親王、皇族・軍人(元帥)（* 1846年）

### 3月
- 3月10日 - ソフィー・アンダーソン、画家（* 1823年）

### 4月
- 4月2日 - 前田長禮、旗本（* 1830年）
- 4月4日 - マーガレット・アン・ネーヴ（* 1793年）
- 4月5日 - 古河市兵衛、古河財閥創始者（* 1832年）
- 4月11日 - 栄禄、軍人・政治家（* 1836年）
- 4月13日 - モーリッツ・ラーツァルス、哲学者（* 1824年）
- 4月22日 - アレクサンダー・ラムジー、第34代アメリカ合衆国陸軍長官（*1815年）
- 4月28日 - ウィラード・ギブズ、数学者・物理学者・物理化学者（* 1839年）
- 4月28日 - 西郷頼母、会津藩家老（* 1830年）

### 5月
- 5月9日 - ポール・ゴーギャン、画家（* 1848年）
- 5月13日 - アポリナリオ・マビニ、理論家（* 1864年）
- 5月22日 - 石坂周造、尊皇攘夷論者・浪士組結成者（* 1832年）
- 5月22日 - 藤村操、学生（* 1886年）
- 5月24日 - 有馬道純、華族・丸岡藩主（* 1837年）

### 6月
- 6月5日 - 池田章政、鴨方藩主・岡山藩主（* 1836年）
- 6月6日 - 清沢満之、哲学者・宗教家（* 1863年）
- 6月6日 - 藤井宣正、宗教家・探検家（* 1859年）
- 6月11日 - 磯野小右衛門、実業家（* 1825年）
- 6月11日 - イワン・ドゥルノヴォ、政治家（* 1834年）
- 6月17日 - 石井勇次郎、新選組隊士（* 1846年）
- 6月29日 - 滝廉太郎、音楽家・作曲家（* 1879年）

### 7月
- 7月2日 - エド・デラハンティ、メジャーリーガー（* 1867年）
- 7月4日 - 響舛市太郎、大相撲力士・関脇（* 1859年）
- 7月8日 - 伊藤忠兵衛、伊藤忠商事創業者・丸紅創業者（* 1842年）
- 7月17日 - ジェームズ・マクニール・ホイッスラー、画家（* 1834年）
- 7月20日 - レオ13世、ローマ教皇（* 1810年）

### 8月
- 8月1日 - マーサ・ジェーン・カナリー、ガンマン（* 1852年）
- 8月22日 - ロバート・ガスコイン＝セシル (第3代ソールズベリー侯)、イギリス首相（* 1830年）
- 8月27日 - 楠本イネ、医師（* 1827年）
- 8月30日 - 後藤貞行、彫刻家（* 1850年）

### 9月
- 9月3日 - 津田真道、官僚・啓蒙思想家・裁判官・国会議員（* 1829年）
- 9月8日 - 真田幸民、松代藩主（* 1850年）
- 9月13日 - 市川團十郎、歌舞伎役者（* 1838年）

### 10月
- 10月1日 - 田村怡与造、軍人（* 1854年）
- 10月4日 - オットー・ヴァイニンガー、思想家（* 1880年）
- 10月13日 - 中川亀三郎、囲碁棋士（* 1837年）
- 10月21日 - 陣幕久五郎、大相撲力士（* 1829年）
- 10月30日 - 尾崎紅葉、小説家（* 1868年）
- 10月31日 - 片岡健吉、衆議院議長（* 1844年）

### 11月
- 11月1日 - テオドール・モムゼン、歴史家・ノーベル文学賞受賞者（* 1817年）
- 11月13日 - カミーユ・ピサロ、画家（* 1830年）
- 11月16日 - カミロ・ジッテ、建築家・画家・都市計画家・都市計画学者（* 1843年）

### 12月
- 12月2日 - ジュゼッペ・ザナルデッリ、イタリア首相（* 1826年）
- 12月7日 - 津軽承叙、黒石藩主（* 1840年）
- 12月8日 - ハーバート・スペンサー、哲学者・社会学者・倫理学者（* 1820年）
- 12月16日 - 落合直文、歌人・国文学者（* 1861年）
- 12月21日 - 八木源之丞、郷士（* 1814年）
- 12月27日 - アドルフ・チェフ、指揮者（* 1841年）
- 12月28日 - ジョージ・ギッシング、小説家（* 1857年）

### 日時不詳
- 日時不詳 - 唐景崧、政治家（* 1841年）
- 日時不詳 - 広岡久右衛門、加島銀行創業者・初代大同生命保険社長（* 1844年）
- 日時不詳 - ベンドア、競走馬（* 1877年）
- 日時不詳 - サミュエル・ルイス、弁護士・初代フリータウン市長（* 1843年）
- 日時不詳 - ソロモン・ローブ、クーン・ローブ創業者（* 1828年）

## ノーベル賞
- 物理学賞 - アンリ・ベクレル (Antoine Henri Becquerel)、ピエール・キュリー (Pierre Curie)、マリ・キュリー (Marie Curie)
- 化学賞 - スヴァンテ・アレニウス (Svante August Arrhenius)
- 生理学・医学賞 - ニールス・フィンセン (Niels Ryberg Finsen)
- 文学賞 - ビョルンスティエルネ・ビョルンソン (Bjørnstjerne Bjørnson)
- 平和賞 - ウィリアム・ランダル・クリーマー (William Randal Cremer)